# Softmax
В математиці, функція Softmax, або ж нормована експоненційна функція:198 — це узагальнення логістичної функції, що «стискує» K-вимірний вектор {\displaystyle \mathbf {z} } із довільним значеннями компонент до K-вимірного вектора {\displaystyle \sigma (\mathbf {z} )} з дійсними значеннями компонент в області [0, 1] що в сумі дають одиницю. Функція задається наступним чином:
{\displaystyle \sigma :\mathbb {R} ^{K}\to [0,1]^{K}}
{\displaystyle \sigma (\mathbf {z} )_{j}={\frac {e^{z_{j}}}{\sum _{k=1}^{K}e^{z_{k}}}}}    for j = 1, …, K.
В теорії ймовірності, результат софтмакс-функції може використовуватись для того щоб представити категорійний розподіл, тобто розподіл ймовірності при K різних можливих варіантах. Функція софтмакс використовується в різних методах багатокласової класифікації, таких, як наприклад мультиноміальна логістична регресія (також відома як софтмакс-регресія), багатокласовий лінійний розділювальний аналіз, наївний баєсів класифікатор, і штучні нейронні мережі.

## Інтерпретації

### Згладжений arg max
Назва «softmax» вводить в оману — функція не є згладженим максимумом (гладке наближення до функції максимуму), а є скоріше гладким наближенням до функції arg max — аргумента максимального значення функції. Насправді, термін «softmax» також використовується для тісно пов'язаної  функції LogSumExp, яка є згладженим максимумом. З цієї причини дехто вважає кращим більш точний термін «softargmax», але термін «softmax» є прийнятим у машинному навчанні. У цьому розділі використовується термін «softargmax», щоб підкреслити цю інтерпретацію.

### Теорія ймовірностей
У теорії ймовірностей значення функції softargmax можна використовувати для представлення категорійного розподілу, тобто розподілу ймовірностей для K різних можливих результатів.

### Статистична механіка
У статистичній механіці функція Softargmax відома як розподіл Больцмана (або розподіл Гіббса)::7набір індексів {\displaystyle {1,\dots ,k}} — мікростани системи; входи {\displaystyle z_{i}} — енергії цих станів; знаменник відомий як статистична сума, часто позначається як Z ; а коефіцієнт β називається термодинамічна бета, або обернена температура.

## Застосування
Функція softmax використовується в різних методах багатокласової класифікації, таких як: мультиноміальна логістична регресія (також відома як softmax регресія):206–209, багатокласовий лінійний дискримінантний аналіз, наївних баєсівих класифікаторах та штучних нейронних мережах. Зокрема, у мультиноміальній логістичній регресії та лінійному дискримінантному аналізі вхідними даними функції є результати K різних лінійних функцій, а прогнозована ймовірність для j-го класу з урахуванням вектора вибірки x і вектора ваги w є:
{\displaystyle P(y=j\mid \mathbf {x} )={\frac {e^{\mathbf {x} ^{\mathsf {T}}\mathbf {w} _{j}}}{\sum _{k=1}^{K}e^{\mathbf {x} ^{\mathsf {T}}\mathbf {w} _{k}}}}}
Це можна розглядати як композицію K лінійних функцій {\displaystyle \mathbf {x} \mapsto \mathbf {x} ^{\mathsf {T}}\mathbf {w} _{1},\ldots ,\mathbf {x} \mapsto \mathbf {x} ^{\mathsf {T}}\mathbf {w} _{K}} і функції softmax (де {\displaystyle \mathbf {x} ^{\mathsf {T}}\mathbf {w} } позначає внутрішній добуток {\displaystyle \mathbf {x} } і {\displaystyle \mathbf {w} }). Операція еквівалентна застосуванню лінійного оператора, визначеного за допомогою {\displaystyle \mathbf {w} } до векторів {\displaystyle \mathbf {x} }, перетворюючи таким чином вхідний, можливо, багатовимірний, вектор аргументів на вектор у K -вимірному просторі {\displaystyle \mathbb {R} ^{K}}.

### Нейронні мережі
Функція softmax часто використовується в останньому шарі класифікаторів на основі нейронних мереж. Такі мережі зазвичай навчаються за допомогою перехресної ентропії, що дає нелінійний варіант поліноміальної логістичної регресії.
Оскільки функція переводить вектор {\displaystyle {\textbf {q}}} і певний індекс {\displaystyle i} в дійсне число, то похідна повинна враховувати ще й індекс:
{\displaystyle {\frac {\partial }{\partial q_{k}}}\sigma ({\textbf {q}},i)=\sigma ({\textbf {q}},i)(\delta _{ik}-\sigma ({\textbf {q}},k)).}

Цей вираз є симетричним відносно індексів {\displaystyle i} та {\displaystyle k}, тому він також може бути виражений як
{\displaystyle {\frac {\partial }{\partial q_{k}}}\sigma ({\textbf {q}},i)=\sigma ({\textbf {q}},k)(\delta _{ik}-\sigma ({\textbf {q}},i)).}
Тут для простоти використовується символ Кронекера (похідна від сигмоїдної функції виражається через саму функцію).
Якщо функція масштабується за допомогою параметра {\displaystyle \beta }, то ці вирази потрібно помножити на {\displaystyle \beta }.
Див. Мультиноміальний logit для ймовірнісної моделі, яка використовує функцію активації softmax.

### Навчання з підкріпленням
У сфері навчання з підкріпленням функція softmax може використовуватися для перетворення значень у ймовірності дії. Зазвичай використовується наступна функція:
{\displaystyle P_{t}(a)={\frac {\exp(q_{t}(a)/\tau )}{\sum _{i=1}^{n}\exp(q_{t}(i)/\tau )}}{\text{,}}}
де цінність дії {\displaystyle q_{t}(a)} відповідає очікуваній винагороді за наступну дію {\displaystyle a}, а {\displaystyle \tau } називається параметром температури (натяк на статистичну механіку). Для високих температур ({\displaystyle \tau \to \infty }), всі дії мають майже однакову ймовірність, а чим нижча температура, тим більше очікувана винагорода впливає на ймовірність обирання дії. Для низької температури ({\displaystyle \tau \to 0^{+}}), ймовірність дії з найбільшою очікуваною винагородою наближається до 1.

## Властивості
Геометрично функція softmax відображає векторний простір {\displaystyle \mathbb {R} ^{K}} на межі {\displaystyle (K-1)}-вимірного симплекса, зменшуючи розмірність на одиницю (діапазоном значень стає {\displaystyle (K-1)}-вимірний симплекс в {\displaystyle K}-вимірному просторі), через лінійне обмеження, що сума елементів вихідного вектору дорівнює 1, що означає, що він лежить на гіперплощині.
По головній діагоналі {\displaystyle (x,x,\dots ,x),} softmax стає просто рівномірним розподілом, {\displaystyle (1/n,\dots ,1/n)}: рівні ваги дають рівні ймовірності.
Загалом, softmax є інваріантним щодо зсуву на одне й те саме значення в кожній координаті: додавання {\displaystyle \mathbf {c} =(c,\dots ,c)} до вектору вхідних значень {\displaystyle \mathbf {z} } дає {\displaystyle \sigma (\mathbf {z} +\mathbf {c} )=\sigma (\mathbf {z} )}, оскільки softmax множить кожен показник на один і той же коефіцієнт, {\displaystyle e^{c}} (тому що {\displaystyle e^{z_{i}+c}=e^{z_{i}}\cdot e^{c}}), тобто співвідношення не змінюється:
{\displaystyle \sigma (\mathbf {z} +\mathbf {c} )_{j}={\frac {e^{z_{j}+c}}{\sum _{k=1}^{K}e^{z_{k}+c}}}={\frac {e^{z_{j}}\cdot e^{c}}{\sum _{k=1}^{K}e^{z_{k}}\cdot e^{c}}}=\sigma (\mathbf {z} )_{j}.}
Геометрично, softmax є постійним уздовж діагоналей: це відповідає тому, що вихідне значення softmax не залежить від зсуву вхідних значень. Можна нормалізувати вхідні бали, якщо сума дорівнює нулю (відняти середнє: {\displaystyle \mathbf {c} }, де {\textstyle c={\frac {1}{n}}\sum z_{i}}), тоді softmax відображає гіперплощину точок, сума яких дорівнює нулю, {\textstyle \sum z_{i}=0}, до відкритого симплекса додатних значень, сума яких дорівнює 1: {\textstyle \sum \sigma (\mathbf {z} )_{i}=1}, аналогічно тому, як експонента відображає 0 на 1, {\displaystyle e^{0}=1}.
Але softmax не є інваріантним відносно масштабування. Наприклад, {\displaystyle \sigma {\bigl (}(0,1){\bigr )}={\bigl (}1/(1+e),e/(1+e){\bigr )}} але
{\displaystyle \sigma {\bigl (}(0,2){\bigr )}={\bigl (}1/(1+e^{2}),e^{2}/(1+e^{2}){\bigr )}.}
Функція softmax — це градієнт функції LogSumExp — згладженого максимуму.
{\displaystyle {\frac {\partial }{\partial z_{i}}}\operatorname {LSE} (\mathbf {z} )={\frac {\exp z_{i}}{\sum _{j=1}^{K}\exp z_{j}}}=\sigma (\mathbf {z} )_{i},\quad {\text{ for }}i=1,\dotsc ,K,\quad \mathbf {z} =(z_{1},\dotsc ,z_{K})\in \mathbb {R} ^{K},}
де функція LogSumExp визначена як {\displaystyle \operatorname {LSE} (z_{1},\dots ,z_{n})=\log \left(\exp(z_{1})+\cdots +\exp(z_{n})\right)}.

## Приклад
Якщо ми візьмемо вектор вхідних значень [1, 2, 3, 4, 1, 2, 3], то softmax цього вектору буде дорівнювати [0,024, 0,064, 0,175, 0,475, 0,024, 0,064, 0,175]. Результат застосування функції має найбільшу вагу там, де «4» у векторі вхідних даних. Це і є найчастішою метою застосування функції — відокремлення найбільших значень і придушення значень, що значно нижчі за максимальне. Але варто зауважити: softmax не є інваріантним відносно масштабування, тому якби вхідні дані були [0,1, 0,2, 0,3, 0,4, 0,1, 0,2, 0,3] (сума чого становить 1,6), softmax став би [0,125, 0,138, 0,153, 0,169, 0,153 0,125, 0,138, 0,153]. Це показує, що для значень від 0 до 1 softmax фактично деакцентує максимальне значення (зверніть увагу, що 0,169 не тільки менше 0,475, це також менше, ніж початкове відношення 0,4/1,6=0,25).

Коду мовою Python для обчислення для цього прикладу:
```
>>>
 
import
 
numpy
 
as
 
np

>>>
 
a
 
=
 
[
1.0
,
 
2.0
,
 
3.0
,
 
4.0
,
 
1.0
,
 
2.0
,
 
3.0
]

>>>
 
np
.
exp
(
a
)
 
/
 
np
.
sum
(
np
.
exp
(
a
))
 

array
([
0.02364054
,
 
0.06426166
,
 
0.1746813
,
 
0.474833
,
 
0.02364054
,

       
0.06426166
,
 
0.1746813
])

```